# چاقی (فیلم)
چاقی فیلمی به کارگردانی و نویسندگی راما قویدل و تهیه‌کنندگی حمید آخوندی و علیرضا جلالی ساخته سال ۱۳۹۳ است.
این فیلم در سی و سومین دوره جشنواره فیلم فجر بخش فیلم‌های اول (نگاه نو) حضور داشته‌است.

## خلاصه فیلم
امیر که صداگذار مشهور سینما است، با رامین که کارگردانی مشهور است رابطه دوستی قدیمی دارد. رامین قصد ازدواج با یکی از کارکنان دفترش را دارد. در این بین پس از یک برخورد ساده و پیش آمدن سوء تفاهم‌هایی بین امیر و شادی، کم‌کم بین آنها علاقه ای شکل می‌گیرد و این در حالی است که امیر صاحب همسر و فرزند است. امیر خود را درگیر ماجرایی عاطفی می‌بیند که حالا باید بین عشق و وجدان یکی را انتخاب کند…

## بازیگران
| بازیگر       | نقش   |
| علی مصفا     | امیر  |
| لادن مستوفی  | بهار  |
| مهسا کرامتی  | شادی  |
| حمید فرخ‌نژاد | رامین |